# رونالد رودريغوس
رونالد رودريغوس (28 أغسطس 1986 بحيدر آباد في الهند - ) هو لاعب كريكت هندي.

## وصلات خارجية
- رونالد رودريغوس على موقع إي آس بي آن كريك إنفو (الإنجليزية)